# 盲反特朗普症候群
盲反特朗普症候群（英語︰Trump Derangement Syndrome），另有中譯是「特朗普精神錯亂症候群」，是美國的網絡俚語，指的是一種在缺乏邏輯與合理理據的情況下，無視實際的政策立場或他政府所採取的行動，就盲目批評或討厭前美國總統及現任美國總統特朗普。有記者使用這個詞彙來呼籲同業，在判斷特朗普的言論和行動時要保持理性克制。這個術語常被支持特朗普的人士和保守派媒體廣泛使用，用來回應批評特朗普的人士。

## 詞源
這個詞的起源最早可以追溯到政治專欄作家和評論員查爾斯·克勞薩默（Charles Krauthammer）身上。他是一名精神病學家，他最初在2003年喬治·W·布什擔任總統期間，創造了布什精神錯亂綜合症（Bush Derangement Syndrome）這個詞。2015年8月，埃絲特·戈德堡 （Esther Goldberg）在雜誌《美國旁觀者》上發表的一篇專欄文章，首次使用了「盲反特朗普症候群」一詞，文章中這個詞指的是那些對特朗普不屑一顧的「統治階級共和黨人」。

## 定義
記者法理德·札卡瑞亞將這種綜合症定義為，由於出於對特朗普的強烈仇恨，以至於損害了人們的理智和判斷力。CNN特約編輯克里斯多福·西麗查（Chris Cillizza）認為這詞是特朗普捍衛者的術語，他同時指出這詞變得如此流行的背後，代表了當今美國的兩極分化加劇。記者布雷特·史蒂芬斯 （Bret Stephens）將這個詞描述為當有人批評特朗普時，保守派團體便會使用這術語來辨護。